# Tal Farlow
Talmage Holt Farlow, detto Tal (Greensboro, 7 giugno 1921 – New York, 25 luglio 1998), è stato un chitarrista statunitense.
Considerato fra i grandi chitarristi del dopoguerra, ha collaborato con nomi rilevanti della scena jazz statunitense, come Milt Jackson, Buddy DeFranco, Red Norvo, Phil Woods, Joe Morello, Chuck Andrews e molti altri. Il suo ispiratore è stato Charlie Christian, i cui assoli sono stati il suo must agli inizi della carriera.

## Discografia
- 1954 – The Tal Farlow Quartet (Blue Note)
- 1954 – The Tal Farlow Album (Norgran)
- 1954 – Autumn in New York (Verve)
- 1955 – The Artistry of Tal Farlow (Norgran)
- 1955 – The Interpretations of Tal Farlow (Norgran)
- 1955 – A Recital by Tal Farlow (Norgran)
- 1955 – Swing Guitars (Norgran)
- 1955 – Poppin' and Burnin' (Verve)
- 1956 – Tal (Norgran)
- 1956 – Fuerst Set (Xanadu)
- 1956 – Second Set (Xanadu)
- 1957 – The Swinging Guitar of Tal Farlow (Verve)
- 1958 – This Is Tal Farlow (Verve)
- 1960 – The Guitar Artistry of Tal Farlow (Verve)
- 1960 – Tal Farlow Plays the Music of Harold Arlen (Verve)
- 1969 – The Return of Tal Farlow (Prestige)
- 1974 – Guitar Player (Prestige)
- 1976 – Trinity (CBS Sony)
- 1977 – A Sign of the Times (Concord)
- 1978 – Tal Farlow '78 (Concord)
- 1981 – On Stage (Concord)
- 1981 – Chromatic Palette (Concord)
- 1983 – Cookin' on all Burners (Concord)
- 1985 – The Legendary Tal Farlow (Concord)
- 1987 – All Strings Attached (JazzVisions)
- 1993 – Standards Recital (FD Music)
- 1993 – Project G-5: A Tribute to Wes Montgomery (Evidence)
- 1995 – Jazz Masters 41 Tal Farlow (Verve)
- 1996 – Tal Farlow (Giants of Jazz)